# Pyrausta tesserulalis
Pyrausta tesserulalis là một loài bướm đêm trong họ Crambidae.